# Петрол (компания)
Вижте пояснителната страница за други значения на Петрол.
„Петрол“ АД е българско акционерно дружество за търговия на дребно с горива със седалище в Ловеч (до 2014 година - в София, където остава централният офис).
Към 2023 година „Петрол“ експлоатира 256 бензиностанции, равномерно разпределени в цялата страна и общ обем на продажбите от 572 милиона лева. По размер на продажбите в 2022 година „Петрол“ е най-голямото предприятие в област Ловеч и второ по големина в търговията на дребно с горива след „ОМВ България“.
Компанията има и 3 петролни пристанищни терминала. Дъщерни дружества на „Петрол“ са „Нафтекс Петрол“, „Петрол Транс Експрес“ и „Петрол Техника“ ЕООД. През 2003 г. дружеството получава награда за емитент на годината, предоставящ най-пълна и точна корпоративна информация на Българската фондова борса. Към 2005 г. Петрол е сред най-големите български публични компании по пазарна капитализация.

## История
На 1 април 1932 г. е учредено Българското акционерно дружество „Петрол“. Първоначално дружеството използва складовата база на един от акционерите, като постепенно инвестира и изгражда нови съоръжения.
През 1947 г. българската петролна индустрия се национализира. На 18 февруари 1948 г. Великото Народно Събрание приема закон за държавния монопол над петролните продукти.
На 9 март 1948 г. на базата на съществуващите частни и акционерни дружества се създава държавно снабдително предприятие „Петрол“. Целта е да се ограничи обогатяването на бившите собственици, а предназначението е да снабдява народното стопанство с необходимите петролни деривати чрез поделенията в страната. То постепенно разширява своята дейност, построяват се бензиностанции и петролни бази на територията на цялата страна.
През 1986 г. обединението се преобразува в комбинат „Петрол“, който е включен в структурата на Стопанско обединение „Химснаб“.
През 1990 г. въз основа на новото законодателство комбинатът се реорганизира в държавна фирма „Петрол“.
На 1 юли 1992 г. се учредява еднолично акционерно дружество „Петрол“ с изцяло държавна собственост. В резултат на проведената масова приватизация около 25 % от акциите на дружеството преминават в собственост на приватизационни фондове и индустриални акционери.
На 10 юни 1997 г. е възстановено, акционерно дружество „Петрол“.
На 1 юли 1999 г. след близо двегодишни процедури за приватизация приключи продажбата на мажоритарния пакет акции. Петдесет и един процента от акциите на държавата бяха продадени на Международен консорциум „България“.
На 4 август 1999 г. компанията е приватизирана от консорциума, воден от „Нафтекс България Холдинг“ АД и включващ ОМВ (Австрия) и „Петрол Холдинг Груп“ АД. Впоследствие „Нафтекс България Холдинг“ АД увеличава дела си в „Петрол“ АД, като изкупува дяловете на останалите участници в консорциума.

## Дейности
Основните дейности на Петрол АД са:
- продажба на горива на дребно,
- продажба на стоки,
- поддръжка на съоръжения за продажба на горива.

## Управление
Петрол АД е възприело двустепенна система на управление и има Управителен съвет и Надзорен съвет.